# جيمس دانا
جيمس دانا (بالإنجليزية: James Dana)‏ هو سياسي أمريكي، ولد في 8 نوفمبر 1811 في الولايات المتحدة، وتوفي في 4 يونيو 1890 في الولايات المتحدة.